# Ferdinand af Braunschweig-Wolfenbüttel
 Der er flere personer med dette navn, se Ferdinand af Braunschweig (flertydig).
Ferdinand af Braunschweig-Wolfenbüttel (12. januar 1721 i Wolfenbüttel – 3. juli 1792 i Braunschweig), prins af Braunschweig-Wolfenbüttel-Bevern (fra 1735 prins af Braunschweig-Wolfenbüttel) og titulær hertug af Braunschweig-Lüneburg, var en hannoveransk feltmarskal i preussisk tjeneste (1758-1766), kendt for sin deltagelse i Syvårskrigen. Han var bror til dronning Juliane Marie og var 1776-1792 såkaldt Magnus Superior Ordinis, senere Generalstormester, for frimureri i Danmark. Han var desuden stormester for frimurerlogerne i Skotland, i Lüneburg og andre områder i Nordtyskland.
Som den fjerde søn af Ferdinand Albert 2. af Braunschweig-Wolfenbüttel sluttede han sig til de væbnede preussiske styrker som oberst i 1740. Han deltog i slaget ved Mollwitz (1741) og slaget ved Chotusitz (1742). Efter at markgreven Wilhelm af Brandenburg blev dræbt i Prag i 1744, fik Ferdinand kommandoen over Frederik den Store af Preussens Leibgarde-bataljon og udmærkede sig stort i slaget ved Soor (1745), specielt i angrebet på en stejl klippe, som blev forsvaret af hans ældre bror Ludvig Ernst af Braunschweig-Wolfenbüttel. Ferdinand deltog i den 2. schlesiske krig (1744-1745), hvor han havde en ledende rolle i invasionen af Sachsen og Bøhmen i 1756 under Syvårskrigen. Han deltog i slaget ved Rossbach (1757) og blev derefter kommandør over den allierede hær til kurfyrstedømmet Braunschweig-Lüneburg.
Ferdinand var en af kongens nærmeste venner og blev forfremmet til generalmajor og derefter til generalløjtnant.

## Frimureri
Hertug Ferdinand var en prominent frimurer og spillede sammen med bl.a. prins Carl af Hessen en rolle i udbredelsen af frimurervæsenet i Danmark. 21. december 1740 blev han optaget i svogeren Frederik den Stores loge i Berlin, Aux trois globes. 1743 blev han ophøjet til mester i Breslau og 1764 Protector for den franske loge i Braunschweig, St. Charles de l'indissoluble fraternité. I 1770 avancerede han til engelsk provinsial-stormester for hertugdømmet Braunschweig, og den 15. og 17. januar 1771 blev han indviet som Amicus og Protector i det von Hund'ske tempelherresystem (Den strikte observans) under navnet Ferdinand Eques a victoria og blev på konventet i Kohlo i 1772 valgt til stormester for de skotske frimurerloger med titlen Magnus Superior ordinis per Germaniam inferiorem; et embede, som han blev indviet i den 21. december samme år i Braunschweig. Samtidig blev hovedsædet for frimurernes 7. provins flyttet fra Dresden til Braunschweig. Ikke blot logerne i denne provins, men også frimurerlogerne i Danmark, Frankrig, Sydtyskland og Italien opfattede hertug Ferdinand som deres stormester, selvom han ikke havde nogen officiel udnævnelse. Den 13. januar 1777 erklærede han sig indforstået med denne funktion, men tilføjede, at han kun var en midlertidig figur, indtil en egentlig stormester kunne træde frem ("dass solches Blos in subsidium und so lange, als sich kein wirklicher Grossmeister bekannt gemacht und legitimirt habe, geschehen soll"). Han spillede dog primært en rolle i sit lokalområde, Braunschweig og Magdeburg, hvor han opmuntrede til etableringen af skoler og anstalter knyttet til frimureriet.
I slutningen af 1770'erne nåede hertug Ferdinand til den erkendelse, at den strike obervans' forestilling om frimurerne som efterfølgere af Tempelriddernes var en misforståelse. I 1780 indkaldte han til et generalkonvent i Wilhelmsbad ved Hanau, som blev gennemført 16. juli til 1. september 1782, hvor den strikte observans blev opgivet. Der lå dog også storpolitiske motiver bag kursændringen, for Sveriges kongelige var ledende inden for den strikte observans og søgte at udbrede dette til Danmark.
Han foreslog at erstatte den med en valgfri riddergrad (Ritter der Wohlthätigkeit, dvs. riddere af den gode vilje), hvilket blev tiltrådt af Carl af Hessen i Danmark samt af logerne i Frankrig, men ikke implementeret af logerne i Tyskland og Italien. Hertug Ferdinand blev generalstormester for den nyomdannede orden, der fik en ny inddeling i provinser, nye love etc. Hovedsædet blev dog flyttet til Weimar, fordi den regerende hertug i Lüneburg, Georg III, også konge af Storbritannien, ikke var frimurer. På forslag fra Carl af Hessen blev der præget en mindemønt med hertug Ferdinands portræt og inskriptionen Magnus Magister totius Ordinis.
I 1783 gik hertugen ind i Illuminatiordenen og blev 1786 Generalobermeister i systemet Asiatische Brüder.